# تپه بوینی
تپه بوینی مربوط به هزاره اول قبل از میلاد است و در شهرستان هریس، بخش خواجه، دهستان مواضع خان شمالی، ۸۰۰ متری غرب روستای چخماق بلاغ علیا واقع شده و این اثر در تاریخ ۲۳ بهمن ۱۳۸۵ با شمارهٔ ثبت ۱۷۳۴۶ به‌عنوان یکی از آثار ملی ایران به ثبت رسیده است.